# 24. Internationale Sechstagefahrt
Die 24. Internationale Sechstagefahrt war ein Motorrad-Geländesportwettbewerb, der vom 12. bis 17. September 1949 im walisischen Llandrindod Wells sowie der näheren Umgebung stattfand. Die Nationalmannschaft Großbritanniens gewann zum insgesamt dreizehnten und gleichzeitig zweiten Mal in Folge die World Trophy. Die Nationalmannschaft der Tschechoslowakei konnte zum zweiten Mal die Silbervase gewinnen.

## Wettkampf

### Organisation
Die Veranstaltung fand bereits zum vierten Mal in Llandrindod Wells statt, nachdem bereits die 15. (1933), 19. (1937) und 20. Internationale Sechstagefahrt (1938) hier ausgetragen wurden.
Für den Wettkampf waren 237 Fahrer von 12 Motorsportverbänden der FIM gemeldet. Um die World Trophy fuhren lediglich Mannschaften aus vier Nationen. Zudem waren 14 Silbervasen- und 25 Fabrikmannschaften am Start.
Deutsche Fahrer und Mannschaften waren nicht am Start. Die Schweiz nahm an der World Trophy sowie mit zwei Silbervasenmannschaften teil. Wolf von Millenkovich war als einziger Österreicher am Start.

### 1. Tag
Von den 237 gemeldeten Fahrern nahmen 230 den Wettkampf auf. Die Strecke des ersten Fahrtags war 243,5 mi (391,9 km) lang. Das Wetter war bei Start für die Jahreszeit kühl bei bedecktem Himmel, am Nachmittag gab es Sonnenschein.
Nach dem ersten Fahrtag waren in der World Trophy die Mannschaften Großbritanniens und der Tschechoslowakei noch ohne Strafpunkte und lagen gleichauf. Das italienische Team lag auf dem 3. Platz (1 Strafpunkt). Das Schweizer Team hatte mit J. P. Roth bereits einen Fahrerausfall und lag nur auf dem 4. und damit letzten Platz. Roth hatte sich bei einem Unfall mit seiner Condor die Schulter ausgekugelt und musste aufgeben.
In der Silbervasenwertung waren die Mannschaften Großbritanniens (A), der Tschechoslowakei (B), der Schweiz (B), Italiens (A) und Ungarns (A) noch ohne Strafpunkte und lagen gleichauf. In der A-Mannschaft der Schweiz schied mit W. Hurni ebenfalls ein Fahrer aus, das Team lag auf dem 14. und damit letzten Platz.
16 Fahrer schieden aus dem Wettbewerb aus.

### 2. Tag
Am zweiten Tag waren 232 mi (373 km) zu absolvieren. das Wetter war ähnlich dem des Vortags.
In der World Trophy waren die Mannschaften Großbritanniens und der Tschechoslowakei strafpunktfrei und lagen gleichauf. Das italienische Team folgte mit 29 Strafpunkten auf dem 3. Platz. Nachdem am Vortag J. P. Roth ausgeschieden war, gaben die vier übrigen Schweizer World-Trophy-Fahrer den Wettbewerb auf und belegten damit fortan den 4. und damit letzten Platz.
In der Silbervasenwertung waren die Mannschaften Großbritanniens (A), der Tschechoslowakei (B), der Schweiz (B) und Italiens (A) noch ohne Strafpunkte und lagen gleichauf. Die A-Mannschaft der Schweiz lag auf dem 12. Platz.
29 Fahrer schieden aus dem Wettbewerb aus.

### 3. Tag
Die die dritte Tagesetappe war die Strecke des Vortags. Sie war in entgegengesetzter Richtung zu fahren. Das Wetter war morgens bedeckt, gegen Mittag klarte dieser auf und es gab Sonnenschein.
In der World Trophy waren die Mannschaften Großbritanniens und der Tschechoslowakei nach wie vor strafpunktfrei und lagen gleichauf. Italien belegte nach wie vor den 3. Platz.
In der Silbervasenwertung waren die Mannschaften Großbritanniens (A) und der Tschechoslowakei (B) noch ohne Strafpunkte und lagen gleichauf. Auf Platz 3 lag die A-Mannschaft der Niederlande. Die B- und A-Mannschaft der Schweiz lagen auf dem 5. bzw. auf dem 11. Platz.
Acht Fahrer schieden aus dem Wettbewerb aus.

### 4. Tag
Am vierten Tag waren 240 mi (386 km) zu fahren.
Am Ende des vierten Fahrtags waren in der World Trophy die Mannschaften Großbritanniens und der Tschechoslowakei unverändert strafpunktfrei und lagen gleichauf. Italien belegte weiter den 3. Platz.
In der Silbervasenwertung waren die Mannschaften Großbritanniens (A) und der Tschechoslowakei (B) noch ohne Strafpunkte und lagen gleichauf. Den dritten Platz belegte die A-Mannschaft der Niederlande. Die B- und A-Mannschaft der Schweiz lagen auf dem 4. bzw. auf dem 11. Platz.
Zwölf Fahrer schieden aus dem Wettbewerb aus.

### 5. Tag
Am fünften Tag wurde die Strecke des vierten Tages in umgekehrter Richtung gefahren. Der Tag begann bei Regen, später gab nur noch zeitweise kurze Schauer.
Die Zwischenstände nach dem fünften Fahrtag: Es führte die Mannschaft Großbritanniens vor der Tschechoslowakei und Italien.
In der Silbervasenwertung waren die Mannschaften Großbritanniens (A) und der Tschechoslowakei (B) weiter ohne Strafpunkte und lagen gleichauf. Den dritten Platz belegte die A-Mannschaft der Niederlande. Die B- und A-Mannschaft der Schweiz lagen auf dem 4. bzw. auf dem 9. Platz.
13 Fahrer schieden aus dem Wettbewerb aus.

### 6. Tag
Am letzten Tag wurde eine kurze Etappe gefahren. Das Abschlussrennen fand auf einem 5,2 mi (8 km) langen Rundkurs statt.
Ein Fahrer schied aus dem Wettbewerb aus. Von 230 am ersten Tag gestarteten Fahrern erreichten 151 das Ziel.

## Endergebnisse

### World Trophy
| Platz | Team                   | Strafpunkte |
| ----- | ---------------------- | ----------- |
| 1.    | Vereinigtes Königreich | 1           |
| 2.    | Tschechoslowakei       | 29          |
| 3.    | Italien                | 54          |
| 4.    | Schweiz                | 2554        |

### Silbervase
| Platz | Team                                  | Strafpunkte | Zeitgewinn (a) |
| ----- | ------------------------------------- | ----------- | -------------- |
| 1.    | Tschechoslowakei (B-Mannschaft)       | 0           | 80,54          |
| 2.    | Vereinigtes Königreich (A-Mannschaft) | 0           | 75,75          |
| 3.    | Niederlande (A-Mannschaft)            | 5           | -              |
| 4.    | Schweiz (B-Mannschaft)                | 7           | -              |
| 5.    | Italien (A-Mannschaft)                | 23          | -              |
| 6.    | Irland (A-Mannschaft)                 | 32          | -              |
| 7.    | Tschechoslowakei (A-Mannschaft)       | 429         | -              |
| 8.    | Italien (B-Mannschaft)                | 457         | -              |
| 9.    | Schweiz (A-Mannschaft)                | 612         | -              |
| 10.   | Niederlande (B-Mannschaft)            | 634         | -              |
| 11.   | Vereinigtes Königreich (B-Mannschaft) | 1300        | -              |
| 12.   | Irland (B-Mannschaft)                 | 1338        | -              |
| 13.   | Ungarn (B-Mannschaft)                 | a (b)       | -              |
| 14.   | Ungarn (A-Mannschaft)                 | a (b)       | -              |

### Einzelwertung
| Klasse       | Starter | Gold | Silber | Bronze | ohne Auszeichnung | Ausfall/Disqualifikation | Ausfall/Disqualifikation | Ausfall/Disqualifikation | Ausfall/Disqualifikation | Ausfall/Disqualifikation | Ausfall/Disqualifikation | Ausfall/Disqualifikation |
| Klasse       | Starter | Gold | Silber | Bronze | ohne Auszeichnung | 1. Tag                   | 2. Tag                   | 3. Tag                   | 4. Tag                   | 5. Tag                   | 6. Tag                   | Gesamt                   |
| ------------ | ------- | ---- | ------ | ------ | ----------------- | ------------------------ | ------------------------ | ------------------------ | ------------------------ | ------------------------ | ------------------------ | ------------------------ |
| 100 cm³      | 6       | 1    | 0      | 0      | 4                 | 0                        | 1                        | 0                        | 0                        | 0                        | 0                        | 1                        |
| 125 cm³      | 40      | 12   | 7      | 6      | 0                 | 2                        | 5                        | 2                        | 5                        | 1                        | 0                        | 15                       |
| 175 cm³      | 4       | 2    | 1      | 0      | 0                 | 1                        | 0                        | 0                        | 0                        | 0                        | 0                        | 1                        |
| 250 cm³      | 31      | 18   | 3      | 4      | 0                 | 1                        | 2                        | 1                        | 1                        | 1                        | 0                        | 6                        |
| 350 cm³      | 48      | 21   | 5      | 5      | 1                 | 5                        | 4                        | 2                        | 1                        | 3                        | 1                        | 16                       |
| 500 cm³      | 73      | 34   | 8      | 5      | 4                 | 3                        | 9                        | 3                        | 2                        | 5                        | 0                        | 22                       |
| 750 cm³      | 4       | 0    | 0      | 0      | 0                 | 1                        | 1                        | 1                        | 1                        | 0                        | 0                        | 4                        |
| 350 cm³ (b)  | 3       | 1    | 1      | 0      | 0                 | 1                        | 0                        | 0                        | 0                        | 0                        | 0                        | 1                        |
| 600 cm³ (b)  | 17      | 4    | 1      | 1      | 2                 | 1                        | 4                        | 0                        | 1                        | 3                        | 0                        | 9                        |
| 1000 cm³ (b) | 4       | 0    | 0      | 0      | 4                 | 1                        | 2                        | 0                        | 1                        | 0                        | 0                        | 4                        |
| Gesamt       | 230     | 93   | 26     | 25     | 7                 | 16                       | 28                       | 9                        | 12                       | 13                       | 1                        | 79                       |